# EEF2
EEF2‏ (Eukaryotic translation elongation factor 2) هوَ بروتين يُشَفر بواسطة جين EEF2 في الإنسان.